# Allium burlewii
Allium burlewii es una especie de planta del género Allium, perteneciente a la familia de las amarilidáceas, del orden de las Asparagales. Originaria de América del Norte.

## Descripción
Es endémica de California, donde crece en los suelos de granito en  varias de las cadenas montañosas del centro y del sur. Esta es una cebolla de tallo corto, que alcanza  una altura de unos pocos centímetros desde un bulbo de forma ovalada. Brota una sola hoja. La inflorescencia contiene hasta el 20 flores violetas con venas oscuras de hasta un centímetro de largo y  con anteras de color púrpura oscuro.

## Taxonomía
Allium burlewii fue descrita por Anstruther Davidson y publicado en Bulletin of the Southern California Academy of Sciences 15(1): 17, en el año 1916.
Etimología
Allium: nombre genérico muy antiguo. Las plantas de este género eran conocidos tanto por los romanos como por los griegos. Sin embargo, parece que el término tiene un origen celta y significa "quemar", en referencia al fuerte olor acre de la planta. Uno de los primeros en utilizar este nombre para fines botánicos fue el naturalista francés Joseph Pitton de Tournefort (1656-1708).
burlewii: epíteto